# Футбол в хиджабах
«Футбол в хиджабах» (англ. Football Under Cover, нем. Anstoß in Teheran) — немецкий документальный фильм Давида Асмана и Аят Наджафи о первом международном выступлении сборной Ирана по женскому футболу. На 58-м Берлинском международном кинофестивале (2008) был удостоен двух премий: кинопремии «Тедди» за лучший документальный фильм и премии «Тедди» — приз зрительских симпатий. Фильм также был удостоен наград ЛГБТ-кинофестиваля «Аутфест» (2008) и «Prix Europa» (2009).

## Сюжет
Фильм рассказывает о первом международном выступлении сборной Ирана по женскому футболу, товарищеском матче против любительской команды из берлинского района Кройцберг. В первой части фильма зритель знакомится с обеими командами, и следит за попытками героинь организовать матч. Во второй части фильма немецкая команда приезжает в Тегеран и 26 апреля 2006 года состоится сам матч. В ходе матча как иранские, так и немецкие спортсменки должны были носить хиджаб (традиционный исламский женский головной платок), футболки с длинным рукавом и длинные брюки.